# Une vie perdue (film, 1933)
Pour les articles homonymes, voir Une vie perdue (homonymie).
Pour plus de détails, voir Fiche technique et Distribution.
Une vie perdue est un film français réalisé par Raymond Rouleau et Alexandre Esway, sorti en 1933.

## Fiche technique
- Titre : Une vie perdue
- Réalisation : Raymond Rouleau et Alexandre Esway
- Scénario et dialogues : Jacques Deval
- Photographie : Georges Périnal
- Musique : Jean Wiéner
- Société de production : Les Films de Paris
- Pays de production :  France
- Format :  Noir et blanc - 1,37:1 - 35 mm - son mono
- Genre : Film dramatique
- Durée : 80 minutes (1 h 20)
- Date de sortie : 
  - France : 8 septembre 1933

## Distribution
- Raymond Rouleau : Paul Dréhant
- Yolande Laffon : Françoise Dréhant
- Marcel Vallée : Marescat
- Marcel André : le procureur général
- Ady Cresso : Marie-France
- Lucienne Le Marchand : Simone Hermion
- Gabriello : Costello
- Camille Corney : le portier
- Maxime Fabert : le régisseur
- Michel Salina : le jeune homme